# Seydişehir

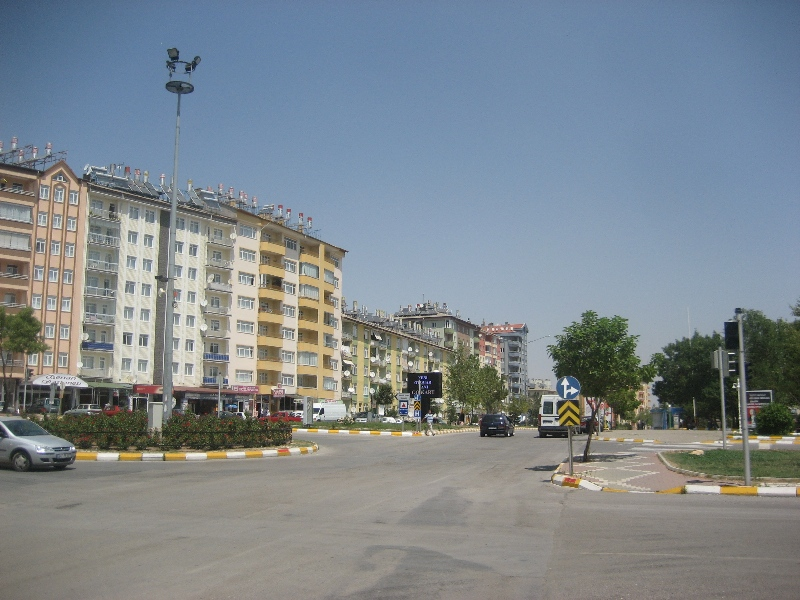
Seydişehir city center

Seydişehir é uma cidade localizada na província de Cônia, Turquia.